# Xã Yorktown, Quận Dickey, Bắc Dakota
Xã Yorktown (tiếng Anh: Yorktown Township) là một xã thuộc quận Dickey, tiểu bang Bắc Dakota, Hoa Kỳ. Năm 2010, dân số của xã này là 50 người.